# 沙拉工坊
沙拉工坊（英語：Saladworks）是一家主要販售沙律、麵包、湯和三明治的加盟連鎖餐館。沙拉工坊被歸類為快速休閒餐館，並將其菜單作為其他快餐的健康替代品銷售。

## 外部連結
- 官方网站 （页面存档备份，存于）